# Karl Gabl

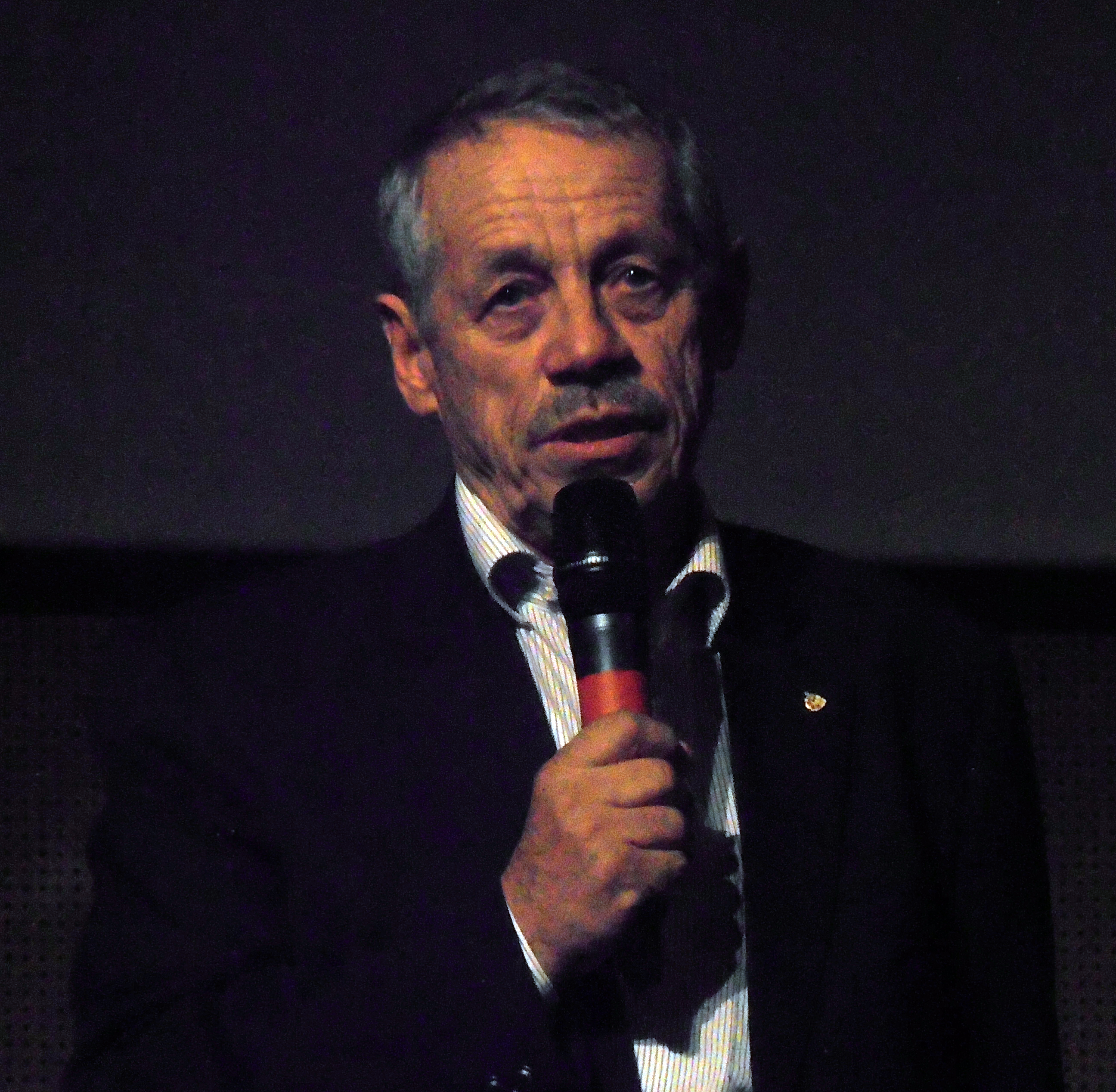
Karl Gabl (2012)

Karl „Charly“ Gabl (* 21. Dezember 1946 in St. Anton am Arlberg) ist ein österreichischer Meteorologe und Bergsteiger. Bekannt ist der Hofrat und Meteorologie-Sachverständige für seine Wetterberichte im ORF-Landesstudio Tirol sowie seine Prognosen für Höhenbergsteiger auf der ganzen Welt.

## Leben
Karl Gabl wuchs in Nasserein auf. Seine Matura legte er am Jesuitenkolleg Stella Matutina in Feldkirch ab. Er studierte an der Universität Innsbruck Meteorologie und promovierte 1976 in Meteorologie zum „Dr. phil“. Im Jahr 1978 wurde Gabl Leiter der Regionalstelle Innsbruck der Zentralanstalt für Meteorologie und Geodynamik („ZAMG“). Er behielt die Leitung, bis er Ende 2011 in den Ruhestand ging. 1987 gab er mit Robert Renzler vom OeAV und Fritz März vom DAV erstmals den „Alpenvereinswetterbericht“ heraus. Dieser Wetterservice für Bergsteiger hat bis heute Bestand.
Gabl ist auch im Ruhestand als Gutachter bei meteorologischen Fragestellungen für Gerichte und Unternehmen tätig. 2004 übernahm Gabl die Präsidentschaft des Österreichischen Kuratoriums für Alpine Sicherheit, die er bis Juni 2020 innehatte.
Gabl ist verheiratet. Er lebt in St. Anton am Arlberg. Sein Onkel Franz Gabl war Silbermedaillengewinner in der Abfahrt bei den Olympischen Winterspielen 1948. Seine Cousine war die Ski-Gesamtweltcupsiegerin Gertrud Gabl, sie starb 1976 in einer Lawine.

## Alpinismus
Im Alter von 15 Jahren begann Karl Gabl mit dem Bergsteigen und absolvierte schließlich ab 1975 die Ausbildung zum Berg- und Skiführer. 1965 beging er den Ostgrat des Patteriols. Am gleichen Berg gelangen ihm mit Helmut Rott 1972 innerhalb von zwei Tagen die Wintererstbegehungen des Nordostpfeilers (IV. Grad) und des Direkten Südostpfeilers (IV+). Auch an den wichtigen Bergen der Alpen war er unterwegs, unter anderem durchstieg er die Ostwand der Monte Rosa oder die Nordwände von Ortler, Königspitze und Großer Zinne.
Am Noshak (7485 m), dem höchsten Berg Afghanistans, war Karl Gabl Mitglied einer Expedition, der am 25. Juli 1970 die Skiabfahrt vom Gipfel glückte. Dies stellte für zehn Jahre den Höhenrekord für Skiabfahrten dar. Auch an der Erstbegehung des Südsporns am peruanischen Nevado Huascarán (6768 m) war Gabl beteiligt. Zwei Mal, am Cho Oyu und an der Shishapangma, versuchte Karl Gabl einen Achttausender zu besteigen. Beide Male erreichte er den Gipfel nicht. 1994 leitete er eine Expedition zum Baruntse, bei der alle zehn Expeditions-Teilnehmer den 7125 Meter hohen Gipfel erreichten. Im Oktober 2012 stand er auf dem Gipfel des 7246 Meter hohen Putha Hiunchuli. Ende Juli 2018 erreichte er den Gipfel des Elbrus. Ein Jahr nach einem schweren Verkehrsunfall in Bolivien war dieser Gipfelerfolg für ihn ein wichtiger Schritt zurück ins Leben.

## Wetterprognosen
Besondere Bedeutung hat Karl Gabl für Expeditionsbergsteiger an den hohen Bergen der Welt. In seiner Eigenschaft als Meteorologe an der ZAMG versorgte er jährlich 50–60 Expeditionen mit kostenlosen Prognosen. Auch nach seiner Pensionierung unterstützt er weiterhin Bergsteiger bei ihren Unternehmungen auf der ganzen Welt. Eine besondere Verbindung besteht zu Ralf Dujmovits und Gerlinde Kaltenbrunner. Letztere veranlasste ihn zu folgender Aussage: „Ich kann erst in Pension gehen, wenn Gerlinde alle 14 Achttausender bestiegen hat“. Der italienische Extrembergsteiger Simone Moro nannte ihn seinen „Wetter-Guru“. Gabl unterstützte Hansjörg Auer, dessen Bruder Matthias Auer und Simon Anthamatten bei deren Erstbesteigung des Kunyang Chhish East in Pakistan. Gabl lieferte Hansjörg Auer auch Prognosen für die Solo-Erstbesteigung des Lupghar Sar West (7157 m). Auch David Lama vertraute bei der Solo-Erstbesteigung des Lunag Ri auf die Wetterprognosen von Karl Gabl. Im Frühjahr 2022 lieferte Karl Gabl die Wetterprognosen für die erfolgreiche Pumari Chhish East-Expedition von Christophe Ogier, Jérôme Sullivan und Victor Saucède. Die Bergsteiger wurden für diese Erstbegehung mit dem Piolet d’Or 2023 ausgezeichnet.

## Auszeichnungen
Für die Ausarbeitung der Ö-Norm B 4013 „Schneelasten in Österreich“ wurde Karl Gabl vom Österreichischen Normungsinstitut in Wien die Goldene Mitarbeiternadel verliehen. 2009 wurde er vom Münchner Alpenklub Berggeist (AKB) mit dem „Berggeist des Jahres“ ausgezeichnet. Er ist seit 2012 Ehrenmitglied des Akademischen Alpenklubs Innsbruck. 2012 wurde ihm der Berufstitel Professor verliehen. Gabl ist Träger des Ehrenzeichens des Landes Tirol. Seine Heimatgemeinde St. Anton am Arlberg verlieh ihm das Goldene Ehrenzeichen. 2020 wurde Gabl beim Hamburger Extremwetterkongress mit dem Medienpreis für Meteorologie für sein „Lebenswerk im Bereich alpine Wetterprognosen“ ausgezeichnet.

## Werk
- Lawinenhandbuch. Zusammen mit Bernhard Lackinger. Tyrolia Verlag, Innsbruck 1985, ISBN 978-3-7022-1958-1. 7., vollständig überarbeitete Auflage 2000.
- Innsbruck alpin. Vergangenheit, Gegenwart, Zukunft. Zusammen mit Wolfgang Nairz. Tyrolia, Innsbruck 1994, ISBN 978-3-7022-1912-3.
- Bergwetter. Bei Wind und Wetter sicher unterwegs. Das Buch zu Wetterprognosen, Strategien bei Gewitter, Tourvorbereitung und Gefahrerkennung vom Profi zu Wetterbeobachtung und Tourenplanung. Bruckmann, München 2013, ISBN 978-3-7654-5875-0.
- Ich habe die Wolken von oben und unten gesehen. Die Berge, das Wetter, mein Leben. Tyrolia, Innsbruck/Wien 2016. ISBN 978-3-7022-3545-1